# Friedrich Ludwig Abel
Friedrich Ludwig Abel Abel (Ludwigslust, 14 maggio 1794 – Savannah, 23 settembre 1820) è stato un musicista tedesco, membro della famiglia Abel.

## Biografia
Figlio primogenito di August Christian Andreas Abel, era fratello di Johann Leopold Abel. Violinista, col padre e il fratello intraprese da bamnino una tournée concertistica in Germania, dall'infruttuoso riscontro economico. Emigrato per problemi economici negli Stati Uniti nel 1817, si stanziò a Savannah, in Georgia, dove lavorò come insegnante di musica ed ebbe come allievo il ventitreenne Lowell Mason, che più avanti assistette nella sua versione dell'Innario di William Gardiner. Nel 1819 fu raggiunto a Savannah dal fratello Johann Leopold, ma morì l'anno seguente in un'epidemia di febbre gialla a soli ventisei anni.